# Монастырь Покрова Пресвятой Богородицы (Блаффтон)
Монастырь Покрова Пресвятой Богородицы (Покровский монастырь) — женский православный монастырь Церкви истинно-православных христиан Греции (Синода Хризостома), расположенный в Блаффтоне в западноканадской провинции Альберта.
Основан как монастырь Русской православной церкви заграницей, однако покинул её в 2007 году.

## История
Основание монастыря связано с деятельностью архимандрита Иоасафа (Скородумова). 11 июня 1930 года он был назначен в Канаду епископом с титулом «Монреальский». Поскольку основная часть православной паствы проживала на западе Канады, он перенёс резиденцию в город Калгари в Альберте, где в 1932 году заложил храм во имя Всех святых, освящённый в 1934 году.
В начале тридцатых годов XX века был основан и мужской Покрова Пресвятой Богородицы в Блаффтоне. Точная дата основания неизвестна, однако земля для скита была приобретена между 1928 и 1930 годами, а церковь построена в 1930 (или 1932 году).
В женский скит был преобразован в 1953 году (по другим данным, в 1950 году). Он был передан монахиням, бежавшим из Шанхая после захвата власти коммунистами в Китае. Первоначально он был приписан к Владимирскому женскому монастырю в Сан-Франциско, а с 1980 года стал самостоятельной обителью. В 1990 году монастырь опустел, однако в 1993 году возрождён под руководством игуменьи Амвросии. Не приняв в 2007 году Акта о каноническом общении РПЦЗ с Русской православной церковью, она примкнула вместе с общиной к Синоду противостоящих (в марте 2014 года данная юрисдикция вошла в состав старостильного Хризостомовского Синода). В 2008 году игуменья Амвросия была пострижена в великую схиму.

## Монастырское кладбище
При монастыре существует и одно из старейших монастырских кладбищ РПЦЗ. В частности, на нём похоронен епископ Эдмонтонский, викарий Канадской епархии Савва (Сарачевич).